# Величайшая из когда-либо рассказанных историй
«Величайшая из когда-либо рассказанных историй» (англ. The Greatest Story Ever Told) — кинофильм о жизни Иисуса Христа, снятый режиссёром Джорджем Стивенсом в 1965 году. Для работы над некоторыми сценами были приглашены Дэвид Лин и Жан Негулеско, не отмеченные в титрах. Лента основана на евангельских историях, а также на одноимённой книге Фултона Урслера. Фильм получил 5 номинаций на премию «Оскар» — за лучшую операторскую работу в цветном фильме, лучшую работу художника и декоратора в цветном фильме, лучшие костюмы в цветном фильме, лучшую оригинальную музыку и лучшие визуальные эффекты.

## Сюжет
Фильм на библейскую тему. О жизни Иисуса с момента поклонения волхвов и вплоть до распятия, воскресения и вознесения рассказывается в традиционном понимании, в соответствии с каноническими источниками, в первую очередь Новым Заветом. Однако при этом в фильме правдоподобно представлен образ Иисуса как обычного человека.

## В ролях
| Актёр                  | Роль                   |
| ---------------------- | ---------------------- |
| Макс фон Сюдов         | Иисус Христос          |
| Чарлтон Хестон         | Иоанн Креститель       |
| Родди Макдауэлл        | апостол Матфей         |
| Дороти МакГуайр        | Дева Мария             |
| Джоанна Данхэм         | Мария Магдалина        |
| Майкл Андерсон-младший | брат Иисуса Иаков      |
| Дэвид Маккаллум        | Иуда Искариот          |
| Телли Савалас          | Понтий Пилат           |
| Мартин Ландау          | первосвященник Каиафа  |
| Клод Рейнс             | царь Ирод Великий      |
| Дональд Плезенс        | «Тёмный отшельник»     |
| Хосе Феррер            | Ирод Антипа            |
| Мэриэн Селдес          | внучка Ирода Иродиада  |
| Джейми Фарр            | апостол Фаддей         |
| Дэвид Хедисон          | Филип                  |
| Джон Уэйн              | центурион при распятии |
| Расселл Джонсон        | писарь                 |